# Raúl Palacios
Raúl Palacios (Los Andes, 30 de outubro de 1976) é um ex-futebolista chileno que atuava como meia.

## Carreira
Raúl Palacios integrou a Seleção Chilena de Futebol na Copa América de 1999.